# Союз вооружённой борьбы
Сою́з вооружённой борьбы́ (пол. Związek Walki Zbrojnej, ZWZ) — это подпольная польская военная организация, которая действовала в 1939—1942 годы. СВБ в 1940—1942 г. был основной организацией польского Сопротивления. Основной целью СВБ являлось восстановление независимости Польши в довоенных границах на Востоке.

## История
СВБ был создан в соответствии с приказом генерала В. Сикорского от 13 ноября 1939 года на базе ранее действовавшей подпольной организации «Служба Победе Польши», однако на практике, преобразование подпольных групп СПП в СВБ заняло некоторое время. Тем самым Сикорский ограничил политическое влияние сторонников санационного режима и разделил подполье на вооруженное и гражданское. Новый Союз вооруженной борьбы входил в оперативное управление правительства Польши в изгнании  и считал своей основной задачей формирование польской армии в подполье. Итак создавались соответствующие структуры — штаб, командование разных видов войск и служб, территориальное командование, собиралось оружие, обучались солдаты и офицеры.
Кадровую основу СВБ составляли офицеры (кадровые офицеры, офицеры запаса и офицеры в отставке), служившие в польской армии 1918—1939. По планам польского правительства в изгнании СВБ должен был стать организацией общенациональной, надпартийной, а её главный комендант должен был быть единственным уполномоченным от правительства руководителем всех сил польского военного подполья".
В основе подпольной организации СВБ лежал принцип территориально-административного деления. Административно-территориально территория Польши была разделена на обшары (территории) СВБ (несколько воеводств), включавшие несколько округов СВБ (территорий бывших воеводств), обводы — территории бывших повятoв). В своей деятельности СВБ был подчинён польскому правительству в Париже и верховному главнокомандующему польских вооружённых сил. 4 декабря 1939 года польский генерал К. Соснковский направил в Варшаву дополнительные инструкции относительно деятельности организации. В качестве боевой единицы в СВБ был принят взвод. Взвод СВБ состоял из трёх дружин, делившихся на 3 секции, каждая из которых насчитывала 5 человек.
Главной целью СВБ была организация будущего вооружённого сопротивления немецким оккупантам на территории Польши в её довоенных границах, на территории Литвы, а также советской власти в Западной Белоруссии и на Западной Украине. Целью СВБ была приготовиться к вступлению в бой в тот момент, когда немцы надорвутся, обучение, заготовка оружия, разведывательная деятельность, пропагандa, саботаж. По составу была неоднородна, охватывая как демократические элементы, так и польских националистов и представителей крайнe правых сил.
Партизанские отряды в СВБ отсутствовали. Руководство СВБ (генерал Стефан Ровецкий) приказало распустить партизанские отряды и перейти на конспиративное положение. Вооруженной борьбы со стороны СВБ практически не наблюдалось. Арсенал её пополнился оружием бывшей польской армии, брошенным или спрятанным в 1939 г., оружием советским, брошенным или спрятанным в 1941 г. и немецким оружием, похищенным или купленным у оккупационных войск и коллаборационистов. СВБ удалось в условиях оккупации организовать производство двух типов ручных гранат в том числе ET-40 Filipinka, взрывчатки.
СВБ поддерживал — по радио и через курьеров — связь с эмигрантским правительством Польши и штабом Верховного Главнокомандующего. Все лица, вступавшие в формирования СВБ, принимали присягу. В СВБ- псевдонимы. Центральным печатным органом СВБ являлся «Информационный Бюллетень», выходивший с 5 ноября 1939 года. Наибольшими силами СВБ располагал в 1942 г., когда он достиг максимальной численности за весь период своего существования.

## Деятельность
Деятельность СВБ принимала различные формы:
В первую очередь, СВБ занималась организационной работой — созданием единой сети подпольных организаций на территории Польши (в её довоенных границах) и включением в эту сеть существующих подпольных структур. В состав СВБ входили: военные отряды Польской социалистической партии (в 1940 г.) и другие военные нелегальные организации политических центров, поддерживавших эмигрантское правительство. В ряды СВБ влились вооруженные организации поменьше: Тайная польская армия (в 1941 г), и т. д. Конспиративные группы создавались также за пределами Польши, в некоторых концлагерях (включая Освенцим) и среди поляков, отправленных на принудительные работы в Германию.
СВБ создал систему связи с эмигрантским правительством Польши и штабом Верховного Главнокомандующего в Париже/ Лондоне, для обеспечения её работы за пределами Польши были созданы явки и перевалочные базы (одна из таких баз находилась в Будапеште). СВБ получала значительную помощь от «лондонского» правительства Польши и западных союзников:
- с 16 февраля 1941 в Польшу началась заброска польских разведчиков, командиров, диверсантов и радиотeлеграфистов подготовленных британским Управлением специальных операций, их называли «тихотёмные» (cichociemni).

СВБ вел разведывательную деятельность в интересах «лондонского» правительства Польши и западных союзников. Только в период с середины 1940 года разведывательная сеть СВБ передала западным союзникам тысячи разведывательных сообщений и расшифрованных немецких депеш. Среди достижений:
- значительный объём данных о положении в оккупированной Польше и на сопредельных территориях;
- информация о расположении заводов по производству синтетического бензина (Операция «Synteza») и других военных объектов на территории Германии и Польши;
- данные о трудовых, концентрационных лагерях и «лагерях смерти».

СВБ активно проводил пропагандистскую деятельность: центральным печатным органом СВБ являлся «Информационный Бюллетень», выходивший с 5 ноября 1939 года.
- с апреля 1941 проводилась «акция „Н“» (Akcja N), направленная на пропаганду немецких солдат (распространение листовок на немецком языке, имитация деятельности организации немецких антифашистов и др.).
- кроме того, СВБ вела масштабную антисоветскую пропаганду. «В отношении к двум врагам, — отмечалось в „Информационном бюллетене“ от 3 июля 1941 г., — поляки должны сохранять безжалостную враждебность. Не должны оказывать помощь ни одной из сторон, а в дальнейшем обязаны победить обеих врагов». Основная идея борьбы СВБ в это время состояла в сборе и накоплении сил и ресурсов для будущего восстания в момент взаимного истощения сил СССР и Германии, вызванного их войной между собой. Уже 26 июня 1941 года «Информационный бюллетень» писал в статье под заголовком «Слава господу богу и благодарение»: «В том, что произошло 22 июня 1941 года (день нападения гитлеровской империи на СССР), следует усматривать исключительное счастье: рука одного из наших врагов разит другого, и оба — победитель и побежденный — будут истекать кровью, взаимно истребляться и истощаться. То, что произошло 22 июня, освобождает нас от жуткой перспективы неравной борьбы с Москвой на следующий день после поражения империи».

Стратегия Союзa вооружённой борьбы поначалу строилась на отказе от партизанской войны. «Информационный бюллетень» в номере от 4 декабря 1941 г.: «Диверсия, партизанские действия, восстание — были бы сейчас в Польше преступлением против нации и политического разума. В то же время настойчивое пассивное сопротивление, снижение интенсивности труда на предприятиях, работающих на оккупанта, а также умело и старательно проводимый саботаж — это наш существенный и крупный вклад на благо общей победы. ПАССИВНОЕ СОПРОТИВЛЕНИЕ И ВОЛЫНКА — это оружие для самых широких слоев польского общества на данный момент».
В 1940 году стал проводить деятельность Союз возмездия — занимался преимущественно саботажем.
C мартa 1941 г. СВБ приговаривал к смертной казни информаторов — сотрудничавших с нацистами и их союзниками.
Поскольку эффективно руководить организацией на территории 3 государств оказалось невозможным, в январе 1940 года в структуре СВБ были выделены две автономные единицы:
- «немецкая» — под командованием полковника Стефана Ровецкого, с центром в Варшаве
- «советская» — под командованием генерала Михала Токажевский-Карашевича, с центром во Львове. После того, как в марте 1940 года М. Токажевский-Карашевич «Столарски» был арестован НКВД, восточная часть СВБ осталась без командования. С апреля 1940 года майор кавалерии Эмиль Мацелинский (Корнель) — исполняющий обязанности комендантa Львовского Oбшарa СВБ.

Общее руководство СВБ осуществлял генерал Казимир Соснковский с центром в Париже.
Уже осенью 1939 года СВБ начал борьбу не только против немецкой оккупации, но и против советских властей на территориях, присоединенных к СССР. Происходили нападения на представителей советской власти, местных активистов и милицию. Только с октября 1939 года по август 1940 года в западных областях БССР польским подпольем было совершено 93 террористических акта, при которых убито 54 и ранено 39 человек.
Серьёзный урон польскому подполью в СССР был нанесён проведенными в 1940 году депортациями отдельных категорий населения: члены семей бывших полицейских, жандармов, пограничников, осадников, лесников, чиновников бывшего польского государственного аппарата, членов семей ранее репрессированных лиц и т. д. K лету 1940 года в западных областях БССР и УССР подполье СВБ было практически разгромлено за исключением виленского округа. В результате генерал «Грот» (С. Ровецкий), командующий «Союзом вооруженной борьбы» докладывал: «Советы имеют большую помощь местного элемента (украинцев, белорусов, еврейской бедноты), много сторонников среди молодежи, которая получила работу»; «Условия работы на территории советской оккупации (то есть в западных областях Украины и Белоруссии) гораздо более сложные, нежели на территории, оккупированной немцами. Организационная работа в Полесье, на Волыни, в районе Новогрудка ограничивается контактами между отдельными людьми и посещающими их связными. Здесь не применяется принцип коллективной ответственности, большевики не так склонны к расстрелам людей по любому поводу и без повода, как немцы»; «не отделяются они от поляков, а перенеся борьбу на социальную почву, они смогли завоевать некоторую часть польского общества, в основном среди пролетарской молодежи и некоторой части сломленной морально интеллигенции». «Грот» признавал «полное безразличие» белорусов и украинцев к польской государственности. Он пришёл к выводу, что «широкая работа против большевиков невозможна», тем более что в целях «подрыва базы» СВБ органами НКВД были выселены члены семей «офицеров, фабрикантов, помещиков, крупных чиновников бывшего польского государственного аппарата».
После капитуляции Франции в июне 1940 года, ситуация с руководством СВБ ещё более усложнилась.
18 июня 1940 года В. Сикорский подписал директиву командованию СВБ о прекращении боевых операций и ограничении приёма новых активистов: «До отмены распоряжения вы должны прекратить все вооружённые действия, за исключением тех, которые будут необходимы для безопасности организации. Работать во имя будущего, сокращать организацию с точки зрения её количества».С 30 июня 1940 г. руководство Союзом вооруженной борьбы перешло к Стефану Ровецкому.
30 июня 1940 года по приказу премьера правительства в изгнании Владислава Сикорского была создана Главная комендатура СВБ в Варшаве, командующим которой был назначен генерал Ровецкий («Грот»). Из директивы от 28 сентября 1940 года командующего СВБ, и будущего командующего Армии Крайовой генерала Стефана Ровецкого («Грота») комендантам «белорусского» и «украинского» обшаров № 2 (Белосток) и № 3 (Львов): «Итог ожидаемого конфликта между Россией и Германией в настоящий момент предугадать невозможно. Для нас было бы лучше всего, если бы немцы атаковали Россию, уничтожили её вооруженные силы и облегчили тем самым для нас решение в будущем вопроса о нашей восточной границе». В отношении СССР Ровецкий исходил из концепции одного из двух врагов, в соответствии с которой обескровленные длительным противостоянием Германия и Советский Союз должны были утратить возможность к дальнейшим военным действиям, что позволило бы Польше поднять победоносное общенациональное восстание. Впрочем, Ровецкий допускал и следующий вариант:
«Нельзя исключать и такой возможности, хотя она и представляется малоправдоподобной, что в русско-немецкой войне успех будет на стороне большевиков и что они сумеют выбить немцев из Польши. И тут, естественно, было бы сумасшествием оказывать вооруженное сопротивление вступающему противнику, оказавшемуся столь мощным, что ему удалось разбить немецкую армию. Наша роль заключалась бы тогда в сохранении и далее на конспиративном положении всего аппарата с переходом к подготовке восстания в тот момент, когда, в свою очередь, советский строй и государство начнут рушиться».. В 1941 г. штаб СВБ составил самый первый план освобождения Польши, который носил название «Оперативный план 154». Он предусматривал подготовку массового восстания в Польше с параллельным развёртыванием борьбы против красных и германских сил.
В связи с чем командующим СВБ предлагался план из двух пунктов:
1. Проведение всеобщего восстания против совершенно разбитой немецкой армии.
2. Организация обороны против Красной армии, которая вследствие истощения могла бы только с трудом преследовать отходящих немцев.
Таким образом, уже в 1940—1941 гг. СВБ готовилось к войне против СССР.
Однако этот вариант так и не получил поддержки со стороны генерала Владислава Сикорского в силу его очевидной нереальности. Все дальнейшие польские планы исходили из предпосылок, что Советский Союз будет или полностью разгромлен, или же советско-немецкий фронт стабилизируется где-то далеко на Востоке. Войну в таком случае, по мнению генштабистов СВБ, будут заканчивать западные союзники во главе с британцами и американцами, высадившиеся всеми своими силами на западе Европы. Вот тогда-то в немецких тылах и должно было вспыхнуть восстание, поддерживаемое воздушным путём с запада Европы.
В октябре 1940 года комендантом обшара (территории) организации СВБ во Львове был назначен полковник Окулицкий «Муравей». 20.X.1940 года «Муравей» выдвинулся в СССР в сопровождении комендантa округа Волынь СВБ (комендант округа Волынь подпоручик «Волди Волынь», «Болек», через границу прибыл в Варшаву в Главную комендатуру СВБ). Oни перешли границу через подготовленное НКВД «окно», добрались до Львовa, где на конспиративной квартире СВБ полковник «Муравей» «взял на себя командование» СВБ. Oсенью 1941 г. выяснилось, что назначенный генералом Ровецким комендант округа Волынь СВБ «Волди Волынь» был агентом НКВД.
20/21 января 1941 года во Львове был арестован один из руководителей СВБ, комендант Львовского обшарa СВБ полковник Л. Окулицкий. Командиром Львовского обшарa СВБ стал подполковник СВБ Мацелинский («Корнель»). После ухода фронта на восток на «восточных землях» спешно восстанавливали разбитую НКВД подпольную сеть СВБ.
Oсенью 1941 г. выяснилось, что подполковник СВБ «Корнель» тоже был агентом НКВД. 17 декабря 1941 года его расстреляли по приговору суда СВБ, однако историк Ежи Венгерский считает, что «Корнеля» оговорили не то другие два агента НКВД (капитан Эдвард Мецгер и поручик Эдвард Голя), не то испытывавший к нему неприязнь майор Александр Клотц.
14 февраля 1942 года СВБ был реорганизован в «Армию Крайову».

## Командиры
- генерал К. Соснковский («Годземба») — пo 30 июня 1940.
- генерал С. Ровецкий («Грот») — c 30 июня 1940.